# 威廉·卑特

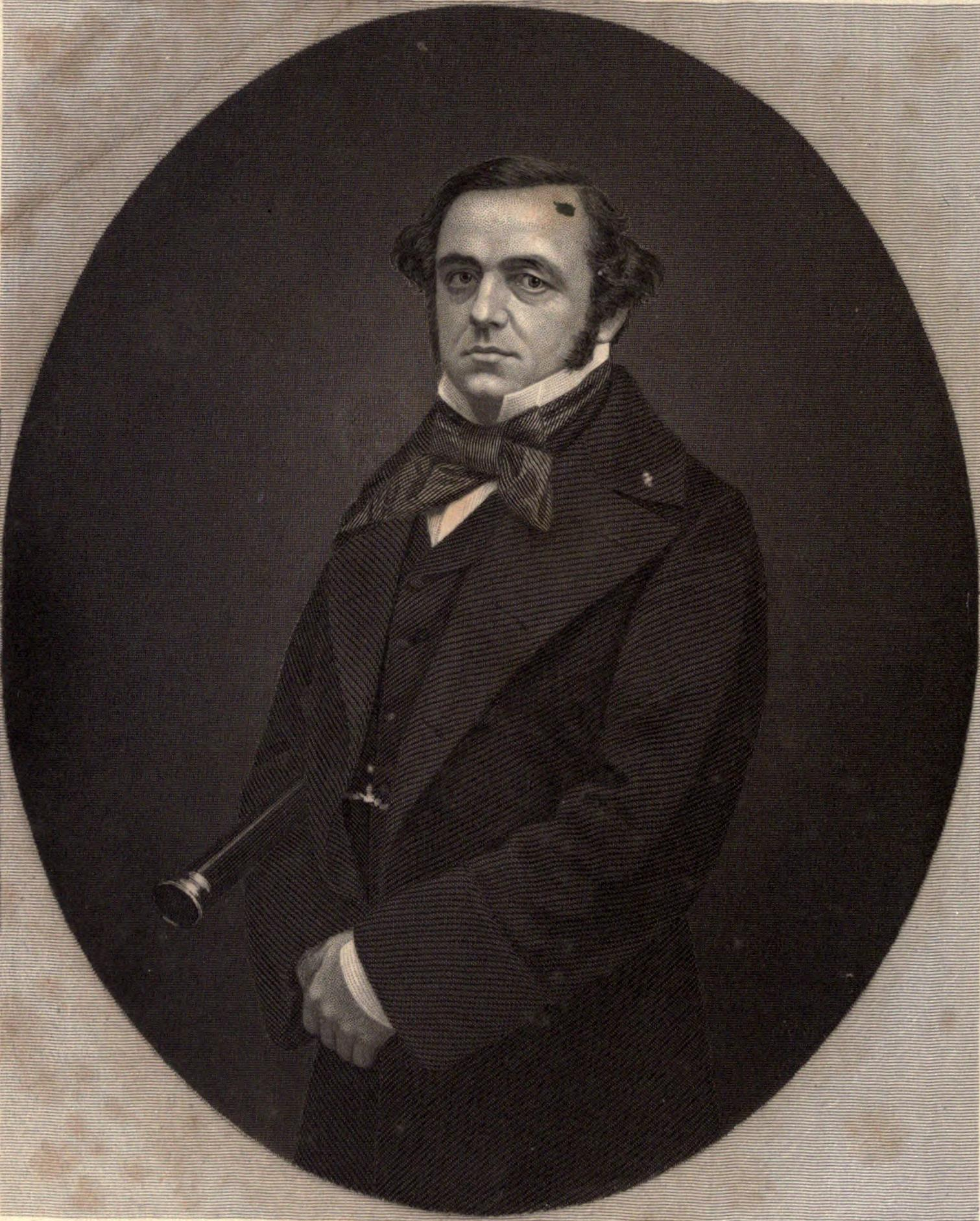
威廉·卑特

威廉·卑特（William Thornton Bate，1820年—1857年12月29日）英國皇家海軍軍官、水文測量師。

## 生平
第二次鴉片戰爭中進攻廣州時戰死，死後葬於跑馬地香港墳場。卑特被視為基督教的英雄，他的事蹟載於《陸軍和海軍中的基督教英雄》（Christian heroes in the army and navy）當中。英國波特西（Portsea）聖安教堂和香港聖約翰座堂都有他的紀念碑。
加拿大卑詩省溫哥華島的卑特山（Mount Bate）可能以他命名。